# Półwysep Auckland
Półwysep Auckland – półwysep w Nowej Zelandii, najdalej na północ wysunięta część Wyspy Północnej. Jest częścią regionu Auckland.
Krajobraz półwyspu jest pagórkowaty. Na półwyspie występują wygasłe stożki wulkaniczne. W południowej części półwyspu leży miasto Auckland.
Dane liczbowe:
- długość: 370 km[1]
- szerokość: do 100 km[1]